# طلایی (ترانه)
«طلایی» (انگلیسی: Golden) ترانه‌ای است که توسط ئی‌جی، آدری نونا و ری آمی در نقش اعضای گروه خیالی دخترانهٔ کی پاپ به نام هانتریکس در فیلم پویانمایی موزیکال فانتزی شکارچیان شیاطین کی‌پاپ در سال ۲۰۲۵ اجرا شده است. این ترانه در ۴ ژوئیه ۲۰۲۵ از طریق ریپابلیک رکوردز به‌عنوان دومین تک‌آهنگ از آلبوم موسیقی متن فیلم منتشر شد. «طلایی» به دلیل اشعار و ساختار موسیقایی جذاب، نقدهای عمدتاً مثبتی از سوی منتقدان دریافت کرد. همزمان با موفقیت کلی آلبوم موسیقی متن فیلم، این ترانه به رتبهٔ دوم جدول ۲۰۰ آهنگ جهانی بیلبورد دست یافت و در ۱۴ کشور وارد جدول شد و در کشورهای استرالیا و نیوزیلند در میان ده ترانهٔ برتر جای گرفت.

## پیش‌زمینه و انتشار
فیلم پویانمایی موزیکال فانتزی شکارچیان شیاطین کی‌پاپ در ۲۰ ژوئن ۲۰۲۵ از طریق نتفلیکس منتشر شد. این فیلم داستان گروه خیالی دخترانهٔ هانتریکس را دنبال می‌کند که شامل سه عضو به نام‌های رومی، میرا و زویی است؛ صداپیشگی آوازهای این شخصیت‌ها به ترتیب توسط ئی‌جی، آدری نونا و ری آمی انجام شده است. آلبوم موسیقی متن فیلم نیز در همان روز منتشر شد و «طلایی» به‌عنوان قطعهٔ چهارم آن در نظر گرفته شد.
در پی موفقیت این ترانه، ریپابلیک رکوردز به‌طور رسمی آن را در ۴ ژوئیه ۲۰۲۵ به همراه نسخه‌های بی‌کلام و آکاپلا به صورت تک‌آهنگ منتشر کرد. همچنین اعلام شد که «طلایی» برای رقابت در جوایز موسیقی معرفی خواهد شد.